# Emmanuel Vanluchene
Emmanuel Vanluchene (Waregem, 9 de diciembre de 1992) es un deportista belga que compitió en natación, especialista en el estilo libre.
Ganó una medalla de bronce en el Campeonato Europeo de Natación de 2014 y dos medallas de bronce en el Campeonato Europeo de Natación en Piscina Corta, en los años 2011 y 2012.
Participó en los Juegos Olímpicos de Verano, ocupando el octavo lugar en Londres 2012 y el sexto en Río de Janeiro 2016, en la prueba de 4 × 100 m libre.

## Palmarés internacional
| Campeonato Europeo                  | Campeonato Europeo | Campeonato Europeo | Campeonato Europeo |
| Año                                 | Lugar              | Medalla            | Prueba             |
| ----------------------------------- | ------------------ | ------------------ | ------------------ |
| 2014                                | Berlín (Alemania)  | Medalla de bronce  | 4 × 200 m libre    |
| Campeonato Europeo en Piscina Corta |                    |                    |                    |
| Año                                 | Lugar              | Medalla            | Prueba             |
| 2011                                | Szczecin (Polonia) | Medalla de bronce  | 4 × 50 m libre     |
| 2012                                | Chartres (Francia) | Medalla de bronce  | 4 × 50 m libre     |